# 寺島泰三
寺島 泰三（てらしま たいぞう、1933年〈昭和8年〉3月 - ）は、日本の陸上自衛官。第21代陸上幕僚長、第18代統合幕僚会議議長、日本郷友連盟会長、英霊にこたえる会会長、日本会議代表委員などを務めた。

## 略歴
福島県出身。東北大学法学部卒業。1956年（昭和31年）4月、陸上自衛隊入隊。1957年（昭和32年）4月、陸上自衛隊幹部候補生学校（第17期）卒業、3等陸尉任官、第6普通科連隊に配属。通信幹部など7年間を過ごす。
1968年（昭和43年）1月、3等陸佐。1971年（昭和46年）7月、2等陸佐。1976年（昭和51年）7月1日、1等陸佐。1977年（昭和52年）8月1日、陸上自衛隊富士学校普通科部教育課長。1978年（昭和53年）12月1日、第17普通科連隊長兼山口駐とん地司令。1980年（昭和55年）3月17日、陸上幕僚監部装備部管理・輸送課長。1981年（昭和56年）4月3日、陸上幕僚監部装備部装備計画課長。
同年7月1日、陸将補昇任、東北方面総監部幕僚副長。1983年（昭和58年）3月16日、陸上幕僚監部装備部副部長。1984年（昭和59年）3月16日、陸上幕僚監部装備部長。
1985年（昭和60年）3月16日、陸将昇任。同年10月1日、第11師団長。1986年（昭和61年）3月17日、陸上幕僚副長。1987年（昭和62年）3月16日、第21代東部方面総監。
同年12月11日、第21代陸上幕僚長。
1990年（平成2年）3月16日、第18代統合幕僚会議議長。
1991年（平成3年）7月1日、退官。
2004年（平成16年）11月3日、瑞宝重光章受章

## 栄典
- 瑞宝重光章 - 2004年（平成16年）11月3日